# 第18回東京音楽祭
第18回東京音楽祭（18th Tokyo Music Festival）は、18回目の東京音楽祭である。1989年5月29日、アジア大会が中野サンプラザで、同年6月2日、日本武道館にて世界大会が開かれ、オフラ・ハザがグランプリを受賞。
- 第16・17回東京音楽祭-第18回東京音楽祭-第19回東京音楽祭

## 概要
2年のフェスティバル方式（アーティスト選賞）から再びコンテスト形式に戻っての開催。正式には「YKKスペシャル東京音楽祭」として、YKKがメインスポンサーの冠音楽祭となった。アジアデー（アジア大会）と世界大会で香港と韓国がそれぞれ2組出場する形となり、次回の19回では世界大会出場者枠は、日本を除くアジア勢をアジアデーに統一。アジアデーにはレスリー・チャン、世界大会にはダニー・チャンが出場し、香港の2大スター出演が香港でも中継録画放送されている。当初エントリーされていたジョナサン・バトラーは不参加となった。審査員には第2回大会ゲストでもあるシャーリー・バッシーも加わっている。リクルートが顧客などのサービスとして音楽祭に招待するなど、大量にチケットを確保したことがニュースになった。

## 司会者
- 生島ヒロシ（アジアデー）
- 岡田美里（アジアデー）
- 三雲孝江（世界大会）
- 小林克也（世界大会）

## スペシャルゲスト
Guest Singer
- 五木ひろし・谷村新司（アジアデー）
- シーナ・イーストンSheena Easton（世界大会）

## プレゼンター
シルヴィ・ヴァルタン

## 審査員
服部克久、福田一郎、シャーリー・バッシーなど10名。

## アジア大会エントリー
参加アーティスト
| 曲順 | エントリー歌手                                   | 参加楽曲            | 賞 | 国           |
| ---- | ------------------------------------------------ | ------------------- | -- | ------------ |
| 1    | 男闘呼組                                         |                     |    | 日本         |
| 2    | レモ・フェルナンデス Remo Fernandes              |                     |    | インド       |
| 3    | イー・チヒュン＆ボッニムドゥル 이치현과 벗님들   | ジプシー女 집시여인 |    | 韓国         |
| 4    | レスリー・チャン/張国栄 Leslie Cheung            | 由零開始            |    | 香港         |
| 5    | シャオ・シャオ・シャオ/สาว สาว สาว Sao Sao Sao   |                     |    | タイ         |
| 6    | シーラ・マジッド Sheila Majid                    | シナラン Sinaran    |    | マレーシア   |
| 7    | クリスチーヌ・パンジャイタン Christine Panjaitan |                     |    | インドネシア |
| 8    | 坂本冬美                                         |                     |    | 日本         |
| 9    | シェン・エン                                     |                     |    | 中国         |
| 10   | ティミー・クルス Timmy Cruz                      |                     |    | フィリピン   |

## エピソード（アジア大会/アジアデー）
- シャオ・シャオ・シャオはタイの3人組女性アイドルグループ。日本語のアイドルソングも歌っている。
- 持ち歌披露の他に、他国の歌手とのコラボ歌唱コーナーが設けられ、レスリー・チャンは五木ひろしの「追憶」を五木ひろしと坂本冬美の3人で日本語で歌唱。また、沢田研二の「TOKIO」をレスリーが中国語、イー・チヒュン＆ボッニムドゥルが韓国語で歌った。
- エンディングは谷村新司が音楽祭のために作ったとされる「花」を出演者それぞれが各国語で歌唱した。
- 自国コンサートでは日本語で山下達郎も歌うシーラ・マジッドは、コラボ歌唱コーナーにおいてレモ・フェルナンデスと共にゴダイゴの「ガンダーラ」を熱唱した。男闘呼組は「ギンギラギンにさりげなく」を担当。

## 世界大会エントリー
参加13曲（出場順）
| 曲順 | エントリー歌手                                                                                       | 参加楽曲                                                                        | 賞           | 国         |
| ---- | --- | ------------------------------------------------------------------------------- | ------------ | ---------- |
| 1    | リビング・イン・ア・ボックス Living In A Box                                                         | 「ブロウ・ザ・ハウス・ダウン」 Blow The House Down                              | 金賞         | イギリス   |
| 2    | ルージュ （アラベスクのミシェーラとジャスミンによるユニット） Rouge (Arabesque / Michaela ＆ Jasmin) | 「恋はNO TIME」 Loving Me Totally                                               |              | 西ドイツ   |
| 3    | オフラ・ハザ Ofra Haza                                                                               | 「イム・ニン・アル」 Im Nin' Alu                                                | グランプリ   | イスラエル |
| 4    | アリッサ・ミラノ Alyssa Milano                                                                       | 「ホワット・ア・フィーリング」 What A Feeling                                   | 銀賞         | アメリカ   |
| 5    | ダニー・チャン/陳百強 Danny Chan                                                                     | 「ラヴィング・ユー・アローン」 Love You Alone/偏偏喜歡你 Peen Peen Hay Foon Nay | TBS賞 大賞   | 香港       |
| 6    | カバー・ガールズ The Cover Girls                                                                     | 「オール・ザット・グリッターズ」 All That Glitters Isn't Gold                   | 金賞         | アメリカ   |
| 7    | 森川由加里                                                                                           | 「VIVIEN」                                                                      |              | 日本       |
| 8    | ウォズ (ノット・ウォズ) Was (Not Was)                                                                | 「ウォーク・ザ・ダイナソー」 Walk The Dinosaur                                  | 最優秀歌唱賞 | アメリカ   |
| 9    | 清水綾子                                                                                             | 「わたしは私」                                                                  |              | 日本       |
| 10   | ジュリア・フォーダム Julia Fordham                                                                   | 「ハッピー・エバー・アフター」 Happy Ever After                                 | 銀賞         | イギリス   |
| 11   | ヤン・スギョン Yang Soo Kyung                                                                        | 「ロスト・ラブ」 Lost Love                                                      | アジア特別賞 | 韓国       |
| 12   | バイア・コン・ディオス Vaya Con Dios                                                                 | 「ドント・クライ・フォー・ルイ」 Don't cry for Louie                            | 銀賞         | ベルギー   |
| 13   | ジョナサン・バトラー Jonathan Butler                                                                 | 「モア・ザン・フレンズ」 More Than Friends                                      | （不参加）   | イギリス   |

## エピソード（世界大会）
- トップバッターで歌唱したリビング・イン・ア・ボックスのメインボーカル、リチャード・ダービーシャイアは青年期、東京に住んでいたことがあり、歌手紹介では三雲アナと小林克也がエピソードとして語っている。歌唱最中にギターに取り付けたポータブルアンプのようなものが外れ、ブラブラさせているのが気になっている様子も伺われた。
- ルージュはアラベスク解散後のミシェーラとジャスミンによるユニットであり、参加曲は日本発売の企画シングルで三木たかし作曲のものである。一部を日本語で歌った。クラブシーンでも盛り上がる一曲として現在も知られる。第15回大会では元アラベスクメンバー、サンドラが出場している。
- オフラ・ハザは民族楽器とともにヘブライ語で歌唱。グランプリ受賞の参加曲イムニンアルは音楽祭後日本はもとより世界中で大ヒットした。翌19回ではオープニングでも歌唱、次の第20回大会では審査員として参加し、連続3回出場している。
- アリッサ・ミラノはこの東京音楽祭がデビュー。歌唱前には出演した映画『キャノンボール3』のエピソードも交えて紹介された。
- 香港から参加のダニー・チャンは、1983年のダニーによるヒット曲「偏偏喜欢你 (Pin pin hei fun nei)」を歌った。この曲は今もなお中華圏で絶大なる人気曲でもある。
- 日本でも大ヒットした「Show Me」のカバー・ガールズの次には、同曲を歌ってやはりヒットさせた森川由加里が紹介された。2組とも紹介時のバックにそれぞれのShow Meが流れた。
- ウォズ (ノット・ウォズ)の紹介では、小林克也がグループ名をわかりやすく紹介するために、「あーじゃない、こうでもない」と言った説明をしている。また、曲も八木節に例えた。
- 日本の新人枠で出場の清水綾子は、デビューのきっかけとなった長崎歌謡祭のもようが映し出され紹介されている。
- トヨタのCMにも出演しているジュリア・フォーダムは、すでにヒットチャートを賑わせていたハッピーエバーアフターを披露。曲紹介ではThe Comfort Of Strangersが流れた。
- 韓国のアイドル歌手でもあるヤン・スギョンは本国で多忙を極めており、音楽祭出演後はすぐに帰国する旨が司会者から発言されている。
- 出場者の女性がほぼ若手である中、バイア・コン・ディオスのボーカリスト、ダニ・クラインの年増っぷりを小林克也が盛んに弄っており、またゲストのシーナ・イーストンのことも「武道館は蚊が多いが、鍛えすぎの筋肉質過ぎて蚊も刺せない」とジョークも飛ばしている。